# Bahir-Dar-Stadion
Das Bahir-Dar-Stadion (amharisch ባህር ዳር ስታዲየም) ist ein multifunktionelles Stadion in Bahir Dar, Amhara, Äthiopien. Es wird meistens für Fußballspiele verwendet und verfügt auch über eine Tartanbahn. Das Stadion hat eine Kapazität von 60.000 Plätzen. Mit diesem Fassungsvermögen ist es derzeit das größte Stadion Äthiopiens.
Es wird derzeit (Stand November 2016) auf 90.000 Plätze ausgebaut.